# Ernest Bryll

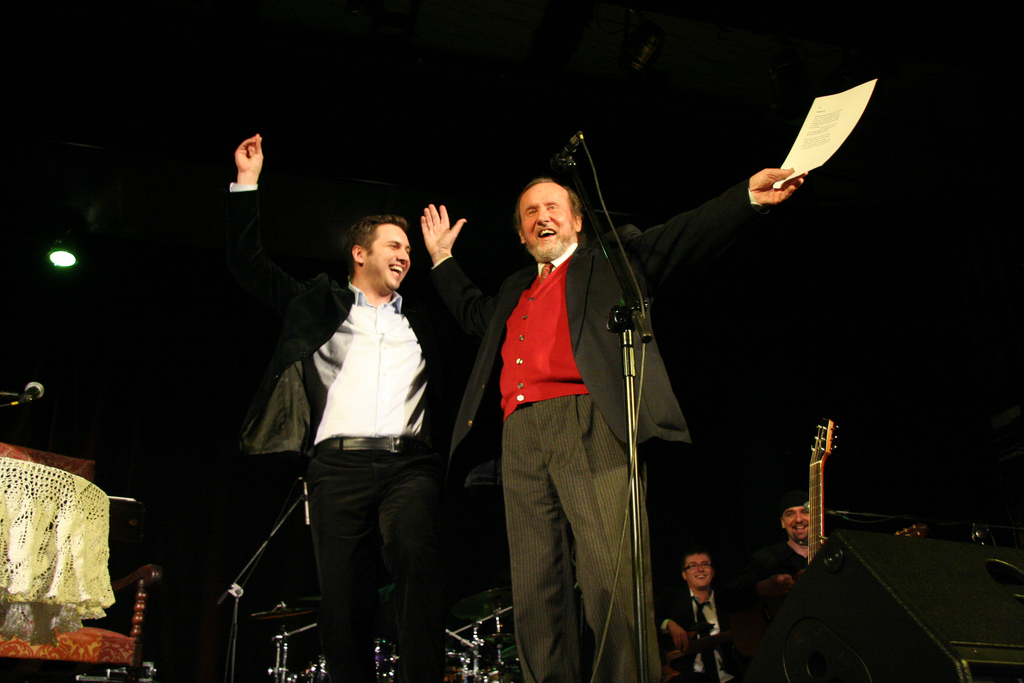
Marcin Styczeń i Ernest Bryll (2009)

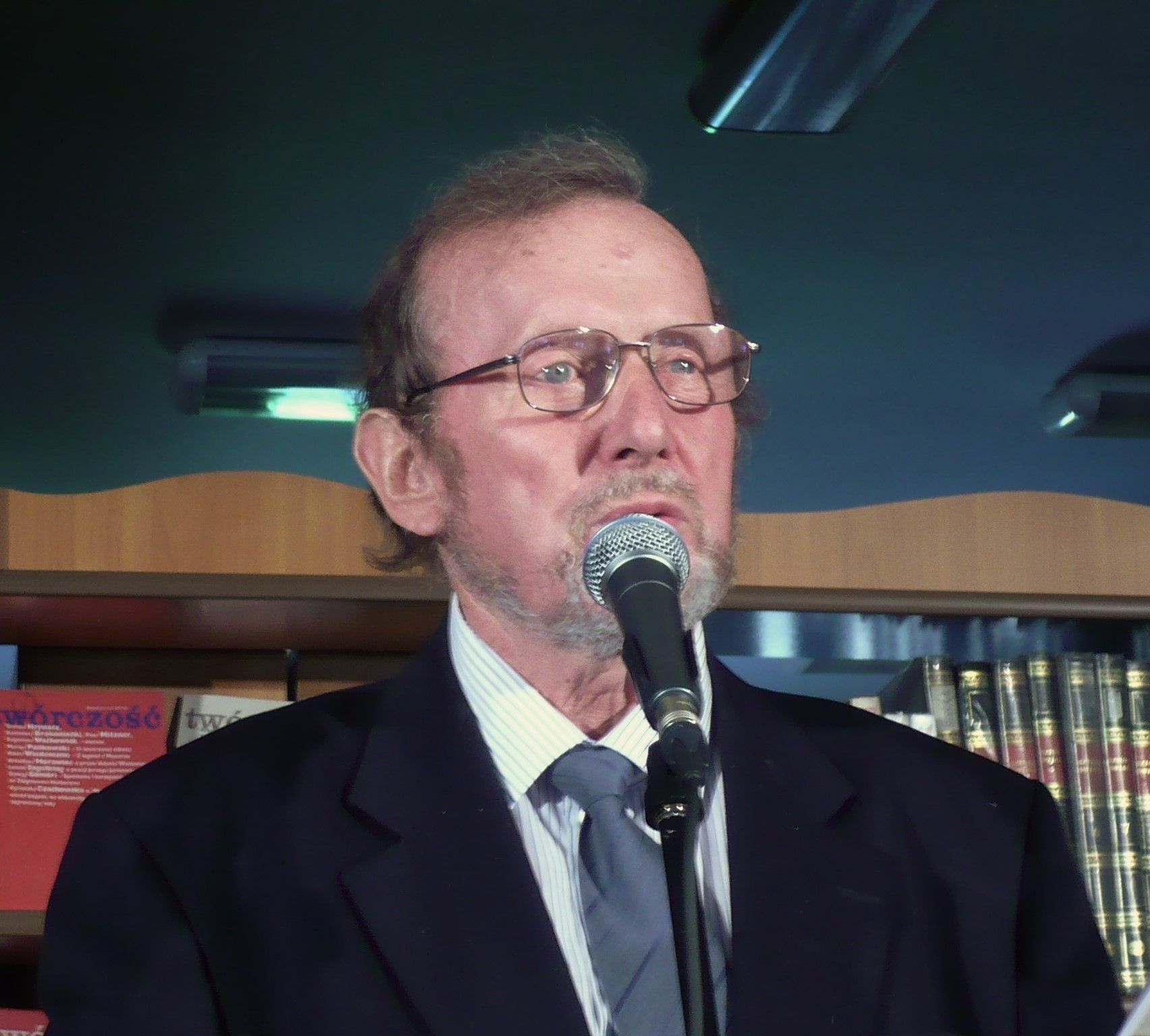
Ernest Bryll w Nowej Rudzie (2010)

Ernest Włodzimierz Bryll (ur. 1 marca 1935 w Warszawie, zm. 16 marca 2024 tamże) – polski pisarz, poeta, autor tekstów piosenek, dziennikarz, tłumacz i krytyk filmowy, także dyplomata.

## Życiorys
Pochodził z rodziny chłopskiej wywodzącej się z Kujaw, znad jeziora Gopło. Wychowywał się w Komorowie Starym oraz w Gdyni. Ukończył II Liceum Ogólnokształcące w Gdyni, a następnie polonistykę na Uniwersytecie Warszawskim (1956) oraz studium wiedzy filmowej przy Wyższej Szkole Filmowej w Łodzi. Z uwagi na ojca w Armii Krajowej nie mógł pracować w dziennikarstwie, czego pragnął, w związku z czym zatrudnił się w elektrowni nr 11 w porcie gdyńskim oraz w Stoczni im. Komuny Paryskiej.
W 1948 przystąpił do Związku Młodzieży Wiejskiej i wraz z nim do Związku Młodzieży Polskiej, którego członkiem był do 1955. W latach 60. został członkiem PZPR. Po wprowadzeniu stanu wojennego wystąpił z partii.
Pierwszy tomik jego wierszy, Wigilie wariata, został wydany w 1958. Był członkiem redakcji pism społeczno-kulturalnych (m.in. w latach 1959–1960 we „Współczesności”). Był członkiem Stowarzyszenia Pisarzy Polskich. Według Andrzeja Tadeusza Kijowskiego: „Dramatyczną twórczość Brylla liczni komentatorzy podzielili na dwa rodzaje. Na nurt, nazwijmy go: narodowo-patetyczny i na nurt religijno-sielankowy”. Sztuki należące do tego ostatniego rodzaju: Po górach po chmurach, Na szkle malowane, Rumcajs czy Wieczernik określał Bryll mianem «śpiewogry».
W latach 1963–1967 zatrudniony był na stanowisku kierownika literackiego w Teatrze Telewizji. Przez kolejny rok zarządzał zespołem filmowym Kamera, a w latach 1970–1974 był kierownikiem w Teatrze Polskim w Warszawie. W latach 1974–1978 piastował stanowisko dyrektora Instytutu Kultury Polskiej w Londynie, a w latach 1991–1995 był ambasadorem Rzeczypospolitej w Irlandii.
Teksty piosenek pisał od 1965. Jego utwory wykonywały m.in. zespoły: 2 plus 1, Enigmatic, Pakt, Partita, Myslovitz, Skaldowie i Waganci oraz wokaliści: Michał Bajor, Stan Borys, Zofia i Zbigniew Framerowie, Halina Frąckowiak, Marek Grechuta, Jerzy Grunwald, Teresa Haremza, Edward Hulewicz, Leonard Jakubowski, Halina Kunicka, Bernard Ładysz, Urszula Narbut, Czesław Niemen, Daniel Olbrychski, Jerzy Połomski, Rudolf Poledniok, Krystyna Prońko, Łucja Prus, Danuta Rinn, Maryla Rodowicz, Andrzej Rybiński, Warren Schatz, Urszula Sipińska, Józef Sojka, Teresa Tutinas, Juliusz Wickiewicz, Adam Wojdak.
Wiele tekstów napisał do muzyki Katarzyny Gärtner. W 1968 wraz z Markiem Sartem założyli zespół Drumlersi. Marek Sart pisał dla niego muzykę, a Ernest Bryll – teksty.
Współpracował też z takimi kompozytorami, jak m.in.: Jerzy Derfel, Antoni Kopff, Włodzimierz Korcz, Janusz Kruk, Czesław Niemen i Andrzej Zieliński.
Od 2012 był pracownikiem Polskiego Instytutu Sztuki Filmowej (w tym w latach 2012–2018 jako kierownik Działu Literackiego).
Zmarł 16 marca 2024 w Warszawie w wieku 89 lat. Pochowany na Nowym cmentarzu na Służewie w Warszawie.

## Życie prywatne
Był synem Stanisława i Heleny z Soboszyńskich. Dwukrotnie żonaty, najpierw z Ewą Brzozowską, z którą miał syna, a następnie z Małgorzatą Goraj, z którą miał dwie córki. Mieszkał w Warszawie. Przez wiele lat mieszkał także w Otwocku, o czym często wspominał w swoich zapiskach.

## Twórczość

### Proza
- Studium, Spółdzielnia Wydawnicza „Czytelnik”, Warszawa, 1963
- Ciotka, Spółdzielnia Wydawnicza „Czytelnik”, Warszawa, 1964
- Gorzko, Gorzko..., Spółdzielnia Wydawnicza „Czytelnik”, Warszawa, 1965
- Ojciec, Ludowa Spółdzielnia Wydawnicza, Warszawa, 1965
- Jałowiec, Ludowa Spółdzielnia Wydawnicza, Warszawa, 1965
- Drugi niedzielny autobus, Ludowa Spółdzielnia Wydawnicza, Warszawa, 1969
- Betlejem, Pelikan, Warszawa, 1987
- O trzeciej nad ranem. Z Ernestem Bryllem o rodzinie, życiu, poezji i spotkaniach o trzeciej nad ranem rozmawia Izabela Górnicka-Zdziech, Edycja Świętego Pawła, Częstochowa, 2009 (+ płyta CD)

### Poezja
- Wigilie wariata, Państwowe Wydawnictwo „Iskry”, Warszawa, 1958
- Autoportret z bykiem, Państwowe Wydawnictwo „Iskry”, Warszawa, 1960
- Twarz nie odsłonięta, Spółdzielnia Wydawnicza „Czytelnik”, Warszawa, 1963
- Sztuka stosowana, Spółdzielnia Wydawnicza „Czytelnik”, Warszawa, 1963
- Mazowsze, Spółdzielnia Wydawnicza „Czytelnik”, Warszawa, 1967
- Muszla, Spółdzielnia Wydawnicza „Czytelnik”, Warszawa, 1968
- Fraszka na dzień dobry, Spółdzielnia Wydawnicza „Czytelnik”, Warszawa, 1969
- Poezje wybrane, Państwowy Instytut Wydawniczy, Warszawa, 1970
- Zapiski, Państwowy Instytut Wydawniczy, Warszawa, 1970
- Piołunie piołunowy, Ludowa Spółdzielnia Wydawnicza, Warszawa, 1973
- Dramaty i wiersze, Wydawnictwo Pax, Warszawa, 1973
- Zwierzątko, Spółdzielnia Wydawnicza „Czytelnik”, Warszawa, 1975
- Ta rzeka, Spółdzielnia Wydawnicza „Czytelnik”, Warszawa 1977
- Rok Polski, Wydawnictwo Pax, Warszawa, 1978
- Wiersze Wybrane, Wydawnictwo Literackie, Kraków, 1978
- A kto się odda w radość, Wydawnictwo Pax, Warszawa, 1980
- Czasem spotykam siebie, Wydawnictwo Literackie, Kraków, 1981
- Sadza, Spółdzielnia Wydawnicza „Czytelnik”, Warszawa, 1982
- Wiersze, Biblioteka Tygodnika Stanu Wojennego, Warszawa, 1983 (II obieg wydawniczy)
- Pusta Noc, Wydawnictwo Pax, Warszawa, 1983
- List, Nowa, Warszawa, 1985 (II obieg wydawniczy)
- Gołąb pocztowy, Pokolenie, Warszawa, 1986 (II obieg wydawniczy)
- Boże uchroń nas od nienawiści, CDN, Warszawa, 1985 (II obieg wydawniczy)
- Adwent, Aneks, Londyn, 1986
- Wiersze, Solidarność Walcząca, Łódź, 1987
- Kropla w wodospadzie, Interart, Warszawa, 1995
- Kto chce znać wiatr, Wydawnictwo Pax, Warszawa, 1996
- Widziałem jak odchodzą z nas ci ludzie dobrzy, W Drodze, Poznań, 1996
- Rok Polski 2000, edycja w drzeworytach Marka Jaromskiego, Biblioteka Śląska, Katowice, 2000
- Kubek tajemny, Wydawnictwo Pax, Warszawa 2000
- Golgota Jasnogórska, nakład numerowany 500 egzemplarzy, Paulinianum, Jasna Góra, Częstochowa, 2001, wyd. I bibliofilskie.
- Golgota Jasnogórska, Paulinianum, Jasna Góra, Częstochowa, 2001, wyd II albumowe.
- Nie proszę o wielkie znaki, Wydawnictwo Pax, Warszawa, 2002
- Jezioro Kałuża, Adam Marszałek, Toruń, 2003
- Na ganeczku snu, Wydawnictwo Archidiecezji Lubelskiej Gaudium, Lublin, 2004
- W ciepłym wnętrzu kolędy, Zysk i S-ka, Poznań, 2007
- Wiośnin. Panna młodości, Zysk i S-ka, Poznań, 2008
- Chrabąszcze, Wydawnictwo Archidiecezji Lubelskiej Gaudium, Lublin, 2009
- Pod wieżą zakochanych, Wydawnictwo Anagram, Warszawa, 2012
- Ciągle za mało stary, Zysk i S-ka, Poznań, 2015
- Zapiski. Wiersze publikowane w latach 1958–1996, Edycja Świętego Pawła / Instytut Literatury, Częstochowa – Kraków 2021
- Szara godzina. Wiersze publikowane w latach 2000–2015, Edycja Świętego Pawła / Instytut Literatury, Częstochowa – Kraków 2021
- Ma się ku wieczorowi. Wiersze niepublikowane z lat 2014–2020, Edycja Świętego Pawła / Instytut Literatury, Częstochowa – Kraków 2021

### Dramaty, oratoria, musicale, sztuki telewizyjne
(daty wystawień lub publikacji)
- Ballady lipieckie, 1967
- Żołnierze, 1968
- Rzecz Listopadowa, 1968
- Kurdesz, 1968
- Po górach po chmurach, 1969
- Na szkle malowane, 1970
- Kto ty jesteś, 1971
- Wołaniem wołam cię, 1972
- Zagrajcie nam dzisiaj..., 1973
- Życie- jawą, 1974
- Doświadczyński, 1978
- Słowik, 1978
- Ballada Łomżyńska, 1978
- Kolęda Nocka, 1980
- Wieczernik, 1984
- Wieczernik, Krąg Warszawa 1988
- Dybuk, KOS Warszawa 1988
- Wieczernik, PAX Warszawa 1990
- Tristan, 1996
- Cyrano, 1997
- A kto się odda w radość, 1998
- Wołał nas Pan, 1999
- Bo duszę ma nasz dom, 2004
- Przejście przez morze, 2005
- Jajokracja, 2007

### Tłumaczenia
- Spadające Gwiazdy, Otia Ioseliani, ISKRY, Warszawa, 1969
- Miodopój (VI-XII), wraz z Małgorzatą Goraj, PAX, Warszawa, 1978
- Irlandzki tancerz (XII-XIX), wraz z Małgorzatą Goraj, PAX, Warszawa, 1981
- Tain, Ludowa Spółdzielnia Wydawnicza, Warszawa, 1983
- Historia Irlandii, wraz z Małgorzatą Goraj, Zysk i S-ka, Poznań, 1998
- Doire Aniołów Pełne, wraz z Małgorzatą Goraj, W drodze, Poznań, 1998
- Anthony Cronin, Koniec współczesnego świata, wraz z Małgorzatą Goraj, Motivex i Wydawnictwo Nakom, Poznań, 2003
- Eire, wiersze irlandzkie VI-XIX wiek, wraz z Małgorzatą Goraj, ISC Sc & Biblioteka Telgte, Warszawa-Poznań, 2004
- Prorok, Drzewo Babel, Warszawa, 2006
- Al Pacino, Rozmawia Lawrence Grobel, wraz z Magdaleną Bryll, Wydawnictwo Axis Mundi, Warszawa, 2007

### Nagrania dźwiękowe
- 1970 Na szkle malowane, muz. Katarzyna Gärtner
- 1979 Irlandzki tancerz, muz. Janusz Kruk (2 plus 1)
- 1981 Kolęda Nocka muz. Wojciech Trzciński (złota płyta)
- 1987 O głupim Tomku, wilku i niedźwiedziu (słuchowisko, LP, Muza SX-2486)
- 2004 Bo ma duszę nasz dom, muz. Stanisław Fiałkowski

### Najważniejsze piosenki
- Góry, chmury, doliny
- Hej, baby, baby
- Hej, kurniawa, kolęda
- Kolibajka
- Kołysanka matki
- Miłości mojej mówię do widzenia
- Na sianie
- Nie zmogła go kula
- Pieśń Kronika
- Po górach, po chmurach
- Psalm stojących w kolejce
- Wołaniem wołam cię
- Peggy Brown
- Wszystkie koty w nocy czarne
- A te skrzydła połamane

## Pozostałe informacje
Wystąpił w roli docenta Wojciecha Wieczorka w szóstym odcinku serialu telewizyjnego Tulipan.

## Odznaczenia, nagrody i wyróżnienia
- Nagroda Czerwonej Róży (1961)
- Brązowy Medal „Za zasługi dla obronności kraju” (1967)[17]
- Nagroda im. Stanisława Piętaka za tom poezji Mazowsze (1968)
- Nagroda Ministra Kultury i Sztuki II stopnia (1973)[18]
- Krzyż Komandorski Orderu Odrodzenia Polski (2006)[19][20]
- Nagroda Miasta Stołecznego Warszawy w uznaniu zasług dla Stolicy Rzeczypospolitej Polskiej (2009)[21]
- Złoty Medal „Zasłużony Kulturze Gloria Artis” (2010)[22]
- Nagroda Totus Tuus (2015, 2016)
- Honorowe Obywatelstwo Miasta Gdyni (2016)[23]
- Nagroda Literacka m.st. Warszawy w kategorii „Warszawski Twórca” (2018)[24]
- Nagroda artRONINa 2018 podczas festiwalu Miasto Gwiazd w Żyrardowie (2018)[25]
- Nagroda 100-lecia ZAiKS-u (2020)[26]
- Medal Per Artem ad Deum (2021)[27]
- Wielka Nagroda im. Witolda Hulewicza (2021)[28]
- Medal Stulecia Odzyskanej Niepodległości (2023)[29]
- Feniks Specjalny – Księga Życia XXIX Targów Wydawców Katolickich (pośmiertnie, 2024)[30]